# Juan Andres
Juan Andres o Juan Andres Burrul (segle xvi) fou mossèn de Saragossa conegut per haver escrit una aritmètica comercial.

## Vida i Obra
Res es coneix de la seva vida. Existeixen dubtes sobre si és el personatge del mateix nom que va escriure Confusion de la secta mahomatica y d'l Alcorā i que diu ser l'antic alfaquí de Xàtiva que va renegar de la seva antiga fe musulmana.
Juan Andres és conegut per ser l'autor del Sumario breue d'la pratica d'la arithmetica d'todo el curso de larte mercantivol bien declarado. El llibre, com diu a la seva última pàgina va ser escrit a Saragossa l'any 1514 i va ser editat per l'impressor valencià Joan Joffre el 1515. El llibre està dedicat a D. Serafin Conde de Oliva i senyor de Nules i Pego.
Andres senyala que la seva principal referència és la Summa de Luca Pacioli (Lucas de Burgo), tot i que no inclou res d'àlgebra en el seu llibre. Una altra característica interessant del llibre és que, al contrari dels escolàstics contemporanis que consideraven l'interès del diner una usura, ell considera que l'aritmètica i els comptes ben fets ajuden al comerç, dotant-lo de seguretat i honestedat.